# Festival di Sanremo 1965

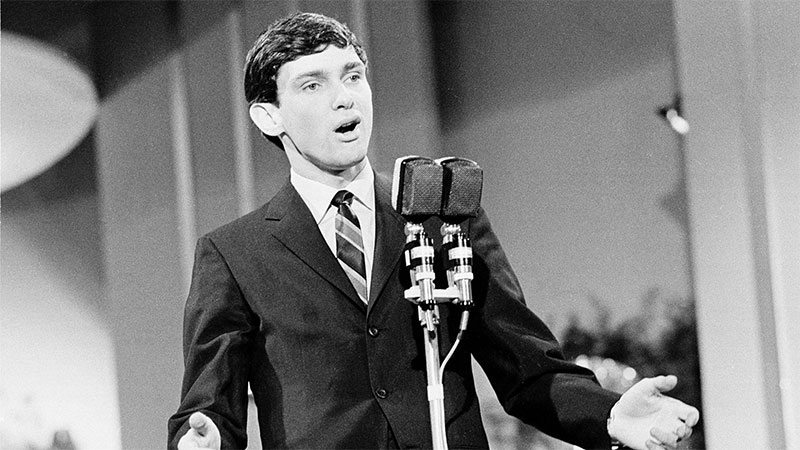
Gene Pitney al Festival

Il quindicesimo Festival di Sanremo si svolse al Salone delle feste del Casinò di Sanremo dal 28 al 30 gennaio 1965 con la conduzione, per la terza volta consecutiva, di Mike Bongiorno, affiancato da Grazia Maria Spina.
Si trattò dell'ultima edizione in cui ai cantanti italiani in gara fu consentito presentare più di una canzone (possibilità che invece venne ancora concessa agli interpreti stranieri fino al Festival del 1967).
L'edizione fu vinta da Bobby Solo con il brano Se piangi se ridi (abbinato al gruppo folk statunitense The New Christy Minstrels, questi ultimi in gara al Festival nel quadro di una più ampia tournée europea), la cui affermazione fu letta come una compensazione per la «vittoria morale» dell'anno precedente, in cui l'artista non ebbe la possibilità di esibirsi in finale dal vivo causa una raucedine e fu, quindi, escluso dalla gara come previsto dal regolamento.
A imporsi all'estero fu, invece Io che non vivo (senza te) di Pino Donaggio che in gara si presentava insieme alla cantante folk statunitense Jody Miller; singolarmente, a portare al successo internazionale il brano di Donaggio fu la britannica Dusty Springfield (all’epoca sconosciuta in Italia e fresca di espulsione dal Sudafrica dell'apartheid per avere tenuto uno spettacolo davanti a un'audience mista di bianchi e neri) che, tornata in patria dopo aver visto eliminati dalla finale entrambi i brani che interpretò, chiese i diritti a Donaggio per il brano e commissionò a una sua amica e collaboratrice un testo in inglese, portando così la canzone al successo con il titolo di You Don't Have to Say You Love Me.
Come nell'edizione 1964, tutti gli interpreti dopo il primo furono classificati secondi a pari merito.

## Partecipanti
| Interprete                | Ultime partecipazioni al Festival |
| ------------------------- | --------------------------------- |
| Anita Harris              | Esordiente                        |
| Audrey                    | Esordiente                        |
| Beppe Cardile             | Esordiente                        |
| Bernd Spier               | Esordiente                        |
| Betty Curtis              | 1962                              |
| Bobby Solo                | 1964                              |
| Bruno Filippini           | 1964                              |
| Bruno Lauzi               | Esordiente                        |
| Connie Francis            | Esordiente                        |
| Danyel Gérard             | Esordiente                        |
| Don Miko                  | Esordiente                        |
| Dusty Springfield         | Esordiente                        |
| Fabrizio Ferretti         | 1964                              |
| Franco Tozzi              | Esordiente                        |
| Fred Bongusto             | Esordiente                        |
| Gene Pitney               | 1964                              |
| Gianni Mascolo            | Esordiente                        |
| Gigliola Cinquetti        | 1964                              |
| Giordano Colombo          | Esordiente                        |
| Hoagy Lands               | Esordiente                        |
| Iva Zanicchi              | Esordiente                        |
| Joe Damiano               | Esordiente                        |
| Jody Miller               | Esordiente                        |
| John Foster               | Esordiente                        |
| Johnny Tillotson          | Esordiente                        |
| Kenny Rankin              | Esordiente                        |
| Kiki Dee                  | Esordiente                        |
| Les Surfs                 | Esordienti                        |
| Milva                     | 1964                              |
| Nicola Di Bari            | Esordiente                        |
| Ornella Vanoni            | Esordiente                        |
| Peppino Gagliardi         | Esordiente                        |
| Petula Clark              | Esordiente                        |
| Pino Donaggio             | 1964                              |
| Remo Germani e Le Amiche  | 1964 ed esordienti                |
| Ricky Gianco              | Esordiente                        |
| Robertino                 | 1964                              |
| The New Christy Minstrels | Esordienti                        |
| Timi Yuro                 | Esordiente                        |
| Udo Jürgens               | Esordiente                        |
| Vittorio Inzaina          | Esordiente                        |
| Wilma Goich               | Esordiente                        |
| Yukari Itō                | Esordiente                        |

## Classifica, canzoni e cantanti
| Posizione        | Interprete                              | Canzone                                        | Autori                                  |
| ---------------- | --------------------------------------- | ---------------------------------------------- | --------------------------------------- |
| 1º               | Bobby Solo - The New Christy Minstrels  | Se piangi, se ridi                             | Mogol, G. Marchetti, R. Satti           |
| 2º (pari merito) | Ornella Vanoni - Udo Jürgens            | Abbracciami forte                              | Mogol e C. Donida                       |
| 2º (pari merito) | Nicola Di Bari - Gene Pitney            | Amici miei                                     | V. Pallavicini e G. Colonnello          |
| 2º (pari merito) | Fred Bongusto - Kiki Dee                | Aspetta domani                                 | V. Pallavicini e F. Bongusto            |
| 2º (pari merito) | Gigliola Cinquetti - Connie Francis     | Ho bisogno di vederti                          | P. Ciampi e R. Ciampi                   |
| 2º (pari merito) | Betty Curtis - Petula Clark             | Invece no                                      | V. Pallavicini e E. Leoni               |
| 2º (pari merito) | Pino Donaggio - Jody Miller             | Io che non vivo (senza te)                     | V. Pallavicini e P. Donaggio            |
| 2º (pari merito) | Bruno Filippini - Yukari Ito            | L'amore ha i tuoi occhi                        | V. Pallavicini e G. Kramer              |
| 2º (pari merito) | Wilma Goich - The New Christy Minstrels | Le colline sono in fiore                       | Mogol, Calibi, C. Donida e R. Angiolini |
| 2º (pari merito) | Remo Germani e Le Amiche - Audrey       | Prima o poi                                    | V. Pallavicini, A. Amurri e G. Ferrari  |
| 2º (pari merito) | Vittorio Inzaina - Les Surfs            | Si vedrà                                       | A. Gentile e C. Lentini                 |
| 2º (pari merito) | Milva - Bernd Spier                     | Vieni con noi                                  | F. Maresca e M. Pagano                  |
| NF               | John Foster - Joe Damiano               | Cominciamo ad amarci                           | V. Pallavicini e G. Mescoli             |
| NF               | Ricky Gianco - Jody Miller              | Devi essere tu                                 | V. D'Acquisto e R. Gianco               |
| NF               | Gianni Mascolo - Dusty Springfield      | Di fronte all'amore                            | S. Simoni e U. Bindi                    |
| NF               | Don Miko - Timi Yuro                    | E poi verrà l'autunno                          | A. Amurri, F. Pisano e A. Bascerano     |
| NF               | Iva Zanicchi - Gene Pitney              | I tuoi anni più belli                          | Mogol, M. Gaspari e E. Polito           |
| NF               | Bruno Lauzi - Kenny Rankin              | Il tuo amore                                   | B. Lauzi                                |
| NF               | Giordano Colombo - Hoagy Lands          | Io non volevo                                  | R. Leva e G. P. Reverberi               |
| NF               | Beppe Cardile - Anita Harris            | L'amore è partito                              | B. Cardile                              |
| NF               | Robertino - Danyel Gérard               | Mia cara                                       | Mogol e P. Massara                      |
| NF               | Franco Tozzi - Johnny Tillotson         | Non a caso il destino (Ci ha fatto incontrare) | Antartide e C. A. Rossi                 |
| NF               | Peppino Gagliardi - Timi Yuro           | Ti credo                                       | G. Amendola e P. Gagliardi              |
| NF               | Fabrizio Ferretti - Dusty Springfield   | Tu che ne sai?                                 | A. Amurri e F. Pisano                   |

## Regolamento
Due interpretazioni per brano, 12 brani qualificati per la serata finale. I cantanti sono tutti classificati al secondo posto a pari merito. Non si conosce il punteggio attribuito al vincitore.

## Orchestra
Orchestra diretta dai maestri: Giancarlo Chiaramello, Peter De Angelis, Enrico Intra, Ezio Leoni, Giulio Libano, Gianni Marchetti, Augusto Martelli, Giordano Bruno Martelli, Gino Mescoli, Marcello Minerbi, Gianfranco Monaldi, Iller Pattacini, Franco Pisano, Gian Piero Reverberi, Sauro Sili, Enrico Simonetti, Riccardo Vantellini, Lorenz Wiffin.

## Organizzazione e direzione artistica
Gianni Ravera